# Amphiomya
Amphiomya is een geslacht van slangsterren uit de familie Amphiuridae.

## Soorten
- Amphiomya notabilis H.L. Clark, 1939